# Elcania patagonica
Elcania patagonica är en djurart som tillhör fylumet slemmaskar, och som beskrevs av Moretto 1970. Elcania patagonica ingår i släktet Elcania och familjen Prosorhochmidae. Inga underarter finns listade i Catalogue of Life.